# Banderole
Une banderole est une bannière rectangulaire visible de loin :
la banderole est un outil de communication événementielle. Elle se compose d'un visuel ou logo imprimé sur matière tissu ou PVC et est fixé par des œillets ou des sandows. Son emploi est habituel lors de divers types de manifestations.

## Les différentes utilisations

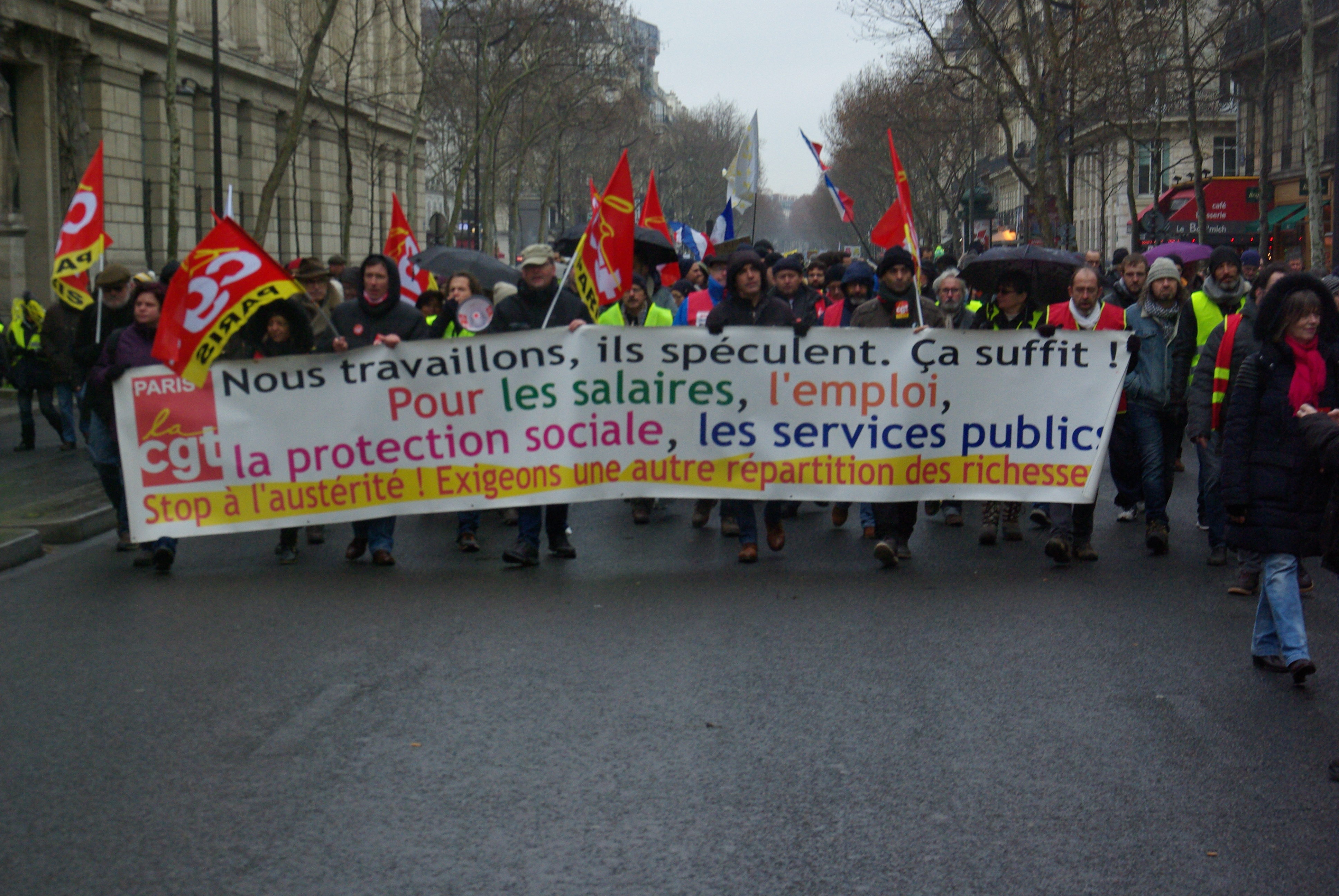
Banderole de la CGT pendant une manifestation des gilets jaunes à Paris en janvier 2019.

Une banderole peut être utilisée dans différentes situations comme les événements extérieurs (marchés, manifestations, festivals, concerts), les événements intérieurs (foires, salons, expositions) ou à l’occasion d’ouvertures de magasin, pour de la signalisation d’entrepôt ou encore pour recouvrir des façades d’immeubles.
Ainsi, la banderole peut être déployée dans un objectif publicitaire. Par exemple, pour faire la promotion d'un évènement ou bien pour manifester le soutien d'un sponsor. Elle est souvent utilisée également en manifestations ou lors d'évènements politiques et militants, comme à la fin de la COP21 en 2015, lorsque des banderoles géantes ont été déployées dans Paris.
L’impression d’une banderole est généralement faite sur support en toile enduite ou en non tissé, en maille polyester, en PVC ou tout simplement sur papier. L'impression se fait généralement en numérique.

## Types de banderoles
Il existe différents types de banderoles :
- La banderole classique, utilisée pour tous types d'événements et faite d'une matière pleine qui ne laisse pas passer la lumière.
- La banderole microperforée (également qualifiée de mesh, « maillage » en anglais) qui contient, comme son nom l’indique, de petits trous sur l’ensemble de sa surface permettant de diminuer la prise au vent et d’éviter une dégradation trop rapide de la banderole. Bien qu’utilisable en intérieur, elle est particulièrement adaptée pour les événements se déroulant en extérieur (notamment lors de vents forts)

## Les finitions
Une banderole peut avoir différentes finitions (ou façonnage) en fonction de son utilisation : des ourlets, des œillets (dans le cas où la banderole est tendue entre deux supports pour un événement d'une certaine durée) ou des fourreaux.

## Norme anti-feu
Pour les expositions intérieures, les banderoles doivent généralement respecter une norme anti-feu (Classement de réaction et de résistance au feu). La banderole est ainsi ignifugée pour assurer une protection contre les incendies. 